# Hafen Riesa
Der Hafen Riesa ist ein Hafen an der Elbe im Norden der Großen Kreisstadt Riesa. Er wird von der Sächsische Binnenhäfen Oberelbe GmbH betrieben.

## Geschichte
Auf Grundlage einer Regierungsvorlage beschloss die 1. Kammer des Sächsischen Landtages im Januar 1886 den Bau eines Industrie- und Eisenbahnhafens in Riesa, der am 3. September 1888 seinen Betrieb aufnahm.

## Verkehr
Der Riesaer Hafen ist angebunden an die Bundesstraße B182 und an das Schienennetz der Deutschen Bahn.

## Dienstleistungen
Neben dem klassischen Containerumschlag werden Dienstleistungen rund um den Container, wie
- Reparatur,
- Verkauf,
- Flexitankeinbau und
- Depotführung, angeboten.

Dafür steht seit dem Jahr 2015 eine Containerservicehalle, ein Containerabfertigungsgebäude sowie eine Containerabstellfläche im Hafen Süd zur Verfügung.
Nur ein Bruchteil der Güter (kleiner 10 %) wird per Schiff umgeschlagen.